# الن والش (فیزیکدان)
سر الن والش (انگلیسی: Sir Alan Walsh؛ زاده ۱۹ دسامبر ۱۹۱۶ درگذشته ۳ اوت ۱۹۹۸) یک فیزیک‌دان اهل بریتانیا بود.